# 후지 타츠야
후지 타츠야(일본어: 藤竜也, 1941년 8월 27일 ~ )는 일본의 배우이다.

## 생애
1941년 8월 27일 중국 베이징시에서 태어났다. 신장은 173cm. 1962년에 배우 데뷔. 그의 대표작은 《감각의 제국》 과 《8인의 수상한 신사들》이다.

## 출연 작품

### 드라마
- 대하드라마 (NHK)
  - 《카츠 카이슈》 (1974년 드라마)
  - 《호조 도키무네 (드라마)》 (2001년 드라마)
- 《가부키모노 케이지》 (2015년 NHK) :마에다 도시마스

### 영화
- 《감각의 제국》 (1976년)
- 《역도산》 (2004년) - 칸노 타케오 역
- 《자쿠로자카의 복수》 (2014년)
- 《8인의 수상한 신사들》 (2015년)
- 《바람나무는 거문고처럼》 (2018년)